# Tour Sablon
Der Tour Sablon (niederländisch Zaveltoren), auch Tour Blaton genannt, ist ein Hochhaus in der Innenstadt der belgischen Hauptstadt Brüssel. Das Gebäude, das 1968 erbaut wurde, hat eine Höhe von 80 Metern, die sich auf 27 Etagen verteilen, wobei die ersten vier Etagen als Parkhaus dienen. Es zählt zu den höchsten Gebäuden der Stadt und ist ebenfalls eines der höchsten Gebäude des Landes.
Der Tour Sablon ist im Laufe der Zeit zu einem Symbol der Brüsselisierung geworden.